# Rioni
Rioni (gruzínsky რიონი) je řeka v Gruzii (kraje Rača-Lečchumi a Dolní Svanetie, Imeretie, Samegrelo-Horní Svanetie). S délkou 327 km je nejdelším vodním tokem na území Gruzie. Povodí má rozlohu 13 400 km².

## Historie

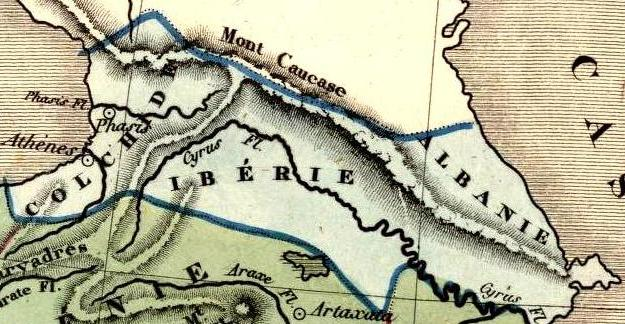
Hérodotos považoval Rioni (Phasis) za hranici mezi Evropou a Asií.

V antickém Řecku byla nazývána Fasis (řecky Φάσις). První zmínka pochází od Hésioda v jeho díle O původu bohů (řecky Θεογονια, Theogonia – hexametr l, 340). Pozdější autoři Apollónios z Rhodu (Argonautica 2.12.61), Vergilius (Georgica 4.367) a Aelius Aristides (Ad Romam 82) ji považovali za nejvýchodnější bod námořní splavnosti. Sokrates popisuje část světa, kterou znal, jako zem mezi Héraklovými sloupy a řekou Fasis, zatímco Herodotos považoval Rioni za hranici mezi Evropou a Asií.
Latinský název bažanta obecného (Phasianus colchicus), který se promítá i do angličtiny (pheasant), je odvozen od jména této řeky a oblasti Kolchidy (latinsky Colchis), jak byla ve starověku nazývána pobřežní země, jíž řeka protékala.

## Průběh toku
Odtéká z ledovců na jižním svahu hlavního rozvodňového hřebene Velkého Kavkazu. Teče v úzké a hluboké soutěsce, poté v rozsáhlé dolině mezi Lečchumským a Račinským hřbetem a pak zase skrze úzkou soutěsku. Pod Kutaisi vtéká do Kolchidské nížiny, kde se rozvětvuje na jednotlivá ramena. Koryto je zde členité, obehnané hrázemi a vyvýšené nad okolní krajinu. Ústí do Černého moře, přičemž vytváří deltu. Převážná část toku (90 %) dotéká do moře kanálem, který byl vybudován v roce 1939 za účelem ochrany města Poti před zaplavením při velkých povodních. Hlavními přítoky jsou Cchenisckali zprava a Kvirila zleva.

## Vodní stav
Zdroj vody je smíšený s převahou dešťového a na horním toku ledovcového. Nejvyšších vodních stavů dosahuje od března do října. K povodním dochází v průběhu celého roku. Průměrný roční průtok vody v ústí činí 405 m³/s. Řeka se vyznačuje velkou kalností, jež dosahuje na jaře až 2650 g/m³.

## Využití
Na řece byly vybudovány vodní elektrárny (Gumatská, Rionská). Voda na středním toku se využívá na zavlažování. Údolím řeky prochází Vojenská osetinská cesta. Vodní doprava je možná do vzdálenosti 95 km od ústí. Na řece leží města Oni, Kutaisi, Poti.